# Петроглифы деревни Сеттаварай
Петроглифы деревни Сеттаварай — памятник древнего наскального искусства, находится в небольшом селении Сеттаварай (Settavarai) в талуке Джиджи округа Виллупурам индийского штата Тамилнад.
Деревня находится в 40 километрах к северо-западу от Виллупурама, в 20 км к юго-востоку от Тируваннамалая, население — около 700 человек. Скала носит название Айянармалай (Ayyanarmalai). На петроглифах изображены в основном животные: олени, дикие кабаны, буйволы, тигры, рыбы и ладони, есть одно изображение человека. Рисунки нанесены внутри белой охрой, контур — красной.
Рисунки относят к XV веку до н. э.

## Открытие и исследование
Петроглифы Сеттаварай были обнаружены в середине XX века местными жителями. С тех пор они привлекли внимание археологов и исследователей, изучающих древнее искусство и культуру Южной Индии. Несмотря на ограниченное количество научных публикаций, известно, что эти петроглифы относятся к раннему историческому периоду и имеют значительную культурную ценность.

## Описание петроглифов
Наскальные изображения Сеттаварай включают разнообразные мотивы, такие как:
Геометрические узоры: круги, спирали и зигзаги, возможно, символизирующие природные элементы или космические явления.
Фигуры людей и животных: сцены охоты, танцев и повседневной жизни, отражающие социальные и культурные аспекты древнего общества.
Ритуальные сцены: изображения, связанные с религиозными обрядами и верованиями, что свидетельствует о духовной жизни древних обитателей региона.

## Сохранение и доступность
В настоящее время петроглифы деревни Сеттаварай находятся под охраной местных властей и организаций, занимающихся сохранением культурного наследия. Посещение этого памятника требует соблюдения определенных правил для обеспечения его сохранности. Туристам рекомендуется обращаться к местным гидам или представителям культурных организаций для получения разрешения на осмотр и информации о правильном поведении на территории памятника.

## Значение петроглифов
Петроглифы Сеттаварай предоставляют ценную информацию о жизни, верованиях и искусстве древних обществ Южной Индии. Их изучение помогает исследователям восстанавливать исторические события и понимать эволюцию культурных традиций региона. Кроме того, эти наскальные изображения являются важным элементом культурного наследия, способствующим развитию туризма и повышению интереса к истории и искусству Индии.